# یزیوره (استان اشوی‌داشکسیه)
یزیوره (به لهستانی: Jeziory) یک منطقهٔ مسکونی در لهستان است که در گمینا وونگوو واقع شده‌است.